# Mario Carniello
Giuseppe Mario Carniello Polesse (Brugnera, Pordenone, Italia, 1932 -  San Cristóbal (Venezuela), Venezuela, 21 de julio de 1974), más conocido como Mario Carniello, fue un músico y compositor italiano de música bailable.

## Biografía
Mario Carniello llegó a Venezuela en 1954. Sus conocimientos de la música en ese entonces se limitaban a algunos rudimentos de solfeo adquiridos en su país. Una vez en Venezuela, recibió clases de acordeón y llegó a dominar la marimba y otros instrumentos similares. Pero su verdadero interés estaba enfocado hacia el órgano, instrumento que solía tocar después de los oficios religiosos en un templo católico de Maracaibo. Hacia 1957, organiza un conjunto de música ambiental sin nombre en el cual él tocaba el acordeón, pero estaba decidido a aprender géneros bailables. Gracias a su percusionista y luego vocalista, Joe Urdaneta, en una ocasión comenzó a incluir porros y cumbias con éxito. Durante una actuación en la ciudad de La Guaira, una lluvia arruinó el acordeón del músico lo que le hizo deprimirse y aunque los músicos le propusieron comprar otro instrumento, él no aceptó y regresó a Maracaibo, que era la ciudad donde vivía. Para el año 1960 adquirió un órgano Hammond de un teclado y organizó un nuevo conjunto, esta vez sin cantante y lo denominó Mario y sus Diamantes. En 1961, el grupo se hizo acreedor del premio Mara de Oro. Gracias al apoyo indirecto de Jean Pierre Fawan, Enrique Faillace y José Salazar Meneses, altos ejecutivos del Conahotu (Consejo Nacional de Hoteles y Turismo), Carniello fue apoyado para que se presentara en todos sus hoteles en Venezuela. En uno de esos hoteles, llamado Cumanagoto, el  músico y compositor venezolano Hugo Blanco y su colega, Luis Arismendi lo escucharon por primera vez y lo instaron a trasladarse a Caracas para una audición con Miguel Ángel Piña, ejecutivo de la empresa discográfica Palacio de la Música, a raíz de la cual obtuvo su contrato discográfico. Así, entra a un estudio de grabación con su grupo y graba junto a 11 temas más, su composición titulada "El Cable" las cuales formaron parte de su primer LP titulado "Fabuloso" con el cual Carniello logró altos registros de ventas en Venezuela. El tema ya citado se convirtió en una de las piezas bailables más escuchada en todo el país y gracias a los convenios que mantenía por entonces Palacio de la Música con empresas discográficas de Colombia, Panamá, Curazao, México, Perú y Chile, comienza a abrirse paso en estos países. Con el paso del tiempo, su conjunto fue ampliado para incluir trompetas hasta convertirse en una orquesta de baile, de tipo instrumental.

## Fallecimiento
Mario Carniello falleció el 21 de julio de 1974 a la edad de 42 años en San Cristóbal, Táchira, víctima de problemas en el hígado que padecía a lo largo de su vida. Sus restos se encuentran en el Palacio de los Músicos en dicha ciudad.

## Discografía parcial
Esta es una parte de la discografía de Mario Carniello realizada con su grupo Mario y Sus Diamantes, la cual fue reeditada en compilaciones en formato digital por parte de "Palacio de la Música".
| Año de publicación | Título                              | Discográfica                     |
| 1965               | Fabuloso                            | Palacio de la Música (Venezuela) |
| 1966               | Arrasando (Fabuloso N° 2)           | Palacio de la Música (Venezuela) |
| 1967               | Fabuloso Vol. 3                     | Palacio de la Música (Venezuela) |
| 1968               | Con Salsa Gallega (Fabuloso Vol. 4) | Palacio de la Música (Venezuela) |